# Magdalena Rukavina
Magdalena „Maggy“ Rukavina (* 19. Jänner 2005) ist eine österreichische Fußballspielerin.

## Karriere

### Vereine
Magdalena Rukavina startete ihre Vereinslaufbahn 2011 beim FC St. Veit, wo sie mit Zwillingsschwester Christina spielte. Ab 2013 war sie im Nachwuchs des SK Treibach. 2019 wechselte sie über das Landesverbandsausbildungszentren und Auswahlmannschaften in die ÖFB-Akademie von St. Pölten.
In der Saison 2020/21 wurde sie mit den Carinthians LIWOdruck Hornets Vizemeister in der 2. Frauen-Bundesliga. Ab 2022 lieft sie für den USV Neulengbach in der ÖFB Frauen-Bundesliga auf, mit dem sie in der Saison 2022/23 Vierte und in der Saison 2023/24 Sechste wurde. Nach der Matura 2024 zog sie für ihr Lehramtsstudium für die Fächern Biologie und Sport nach Wien. Im Juli 2024 wurde sie vom First Vienna FC verpflichtet. Mitte 2025 wechselte sie zum SKN St. Pölten.

### Nationalmannschaft
Rukavina absolvierte Einsätze im Nationalteam der Altersklassen U17, U19 und U20. Für die U17 erzielte sie in 15 Spielen drei Tore, für die U19 in 18 Spielen ebenfalls drei Tore. Für die U20 absolvierte sie sechs Spiele. Mit der U19 schaffte sie es zur U-19-Fußball-Europameisterschaft 2023 in Belgien, mit der U20 qualifizierte sie sich für die U-20-Fußball-Weltmeisterschaft 2024 in Kolumbien.
In die österreichische A-Nationalmannschaft wurde sie von ÖFB-Teamchef Alexander Schriebl im Februar 2025 für die UEFA Women’s Nations League 2025 anstelle von Sophie Hillebrand nachnominiert. Ihr Debüt in der A-Nationalmannschaft gab sie am 25. Februar 2025 in einem Spiel gegen Deutschland, wo sie in der 75. Minute für Julia Hickelsberger-Füller eingewechselt wurde.